# Willie Chan
Willie Chan Chi-Keung (22 mei 1941 - Hong Kong, 24 oktober 2017) was een in Maleisië geboren Hongkongse filmproducent en talentmanager. Hij hielp als producent onder andere Jackie Chan met het opbouwen van zijn carrière.

## Carrière
Chan studeerde in 1966 af aan het East-West Center in Hawaï, met een master in marketing. Hij verhuisde in 1970 naar Hongkong om een carrière na te streven in de filmindustrie aldaar. Hij was midden jaren 70 werkzaam als filmproducent, toen hij Jackie Chan leerde kennen. Jackie was toen stuntman voor Lo Wei's New Fist of Fury. Willie toonde interesse in Jackie’s vaardigheden op het gebied van stunts.
Willie regelde voor Chan een baan als hoofdacteur bij Lo’s productiebedrijf "Lo Wei Motion Picture Company", een dochterbedrijf van Golden Harvest. De films ( bijvoorbeeld Snake & Crane Arts of Shaolin) die het bedrijf maakte waren niet echt succesvol, dus vertrokken zowel Willie als Jackie. Willie werd nadien Jackie’s persoonlijke manager.
Willie ging na het succes van de films The Fearless Hyena en Dragon Fist met Jackie naar de Verenigde Staten in de hoop Jackie daar ook bekend te laten worden. Samen studeerden ze Engels aan de Berlitz Language School.
In 1985 keerde Willie Chan terug naar Hongkong, met het plan om talentmanager te worden. Hij richtte de JC Group op, waar op een gegeven moment 43 acteurs lid van waren.Zoals onder andere Edison Chan en Michelle Yeoh.
De laatste paar jaar was Chan productiepartner van Jackie Chan’s JCE Movies Limited.
Hij overleed in zijn slaap op 76-jarige leeftijd.